# Breviata
Die Gattung Breviata umfasst nur eine einzige Art (Spezies), Breviata anathema, von einzelligen, geißelartigen, amöboiden Eukaryoten, die früher als Mastigamoeba invertens in die Gattung Mastigamoeba klassifiziert wurde.
Den Zellen fehlen Mitochondrien, aber sie verfügen über Reste mitochondrialer Gene und besitzen ein Organell, von dem man annimmt, dass es sich um ein modifiziertes anaerobes Mitochondrium handelt (englisch mitochondrion-related organell, MRO), das den Mitosomen und Hydrogenosomen ähnelt, wie man sie bei anderen in sauerstoffarmer Umgebung lebenden Eukaryoten findet. Breviata unterscheidet sich jedoch in vielen Punkten von anderen amitochondrialen Amöben wie Entamoeba und Endolimax, so dass sie in eine eigene Gruppe klassifiziert wird.
Die Gattung Breviata ist Mitglied der Klasse Breviatea, die früher den Amoebozoa zugeordnet wurde (allerdings ohne eine  offensichtliche Verwandtschaft mit anderen bekannten Vertretern der Amoebozoa).
In jüngerer Zeit haben phylogenomische Analysen gezeigt, dass die Klasse Breviatea eine Schwestergruppe der Opisthokonta und Apusomonadida (alias Apusozoa) ist.[ #]
Zusammen bilden diese drei Gruppen die Klade der Obazoa – der Begriff Obazoa ist ein Kofferwort (Akronym) aus Opisthokonta, Breviatea und Apusomonadida plus altgriechisch ζῶα zôa, Plural von ζῶον zôon, deutsch ‚Leben‘.
Die Obazoa stellen lediglich eine Schwestergruppe der Amoebozoa innerhalb der Amorphea dar.
Die Gattung ist weltweit (kosmopolitisch) verbreitet.

____

## Systematik
- Klasse Breviatea Cavalier-Smith 2004, früher Protamoebae[12]
  - Ordnung Breviatida Cavalier-Smith 2004
    - Familie Breviatidae Cavalier-Smith 2012
      - Gattung Breviata Walker, Dacks & Martin Embley 2006
        - Spezies Breviata anathema (Klebs 1892) Walker, Dacks & Martin Embley 2006, früher Mastigamoeba invertens Klebs 1892

      - Gattung Lenisia Hamann et al. 2016
        - Spezies Lenisia limosa Hamann et al. 2016

      - Gattung Pygsuia Brown et al. 2013
        - Spezies Pygsuia biforma Brown et al. 2013

      - Gattung Subulatomonas Katz et al. 2011
        - Spezies Subulatomonas tetraspora Katz et al. 2011

Metagenom-Analysen von Proben aus der Bolinas-Lagune (Bolinas, Kalifornien) mit PCR legen eine Klade namens BOL4 nahe, welche die dort gefundenen Sequenzen BOLA187 und BOLA366 umfasst. Weitere Untersuchungen haben ergeben, dass diese Klade offenbar der Spezies Breviata anathema nahesteht.